# Vulpes vulpes palaestina
Vulpes vulpes palaestina es una subespecie de  mamíferos carnívoros  de la familia Canidae.

## Distribución geográfica
Se encuentra en Palestina e Israel (región)|Palestina]].